# Patrulla Soberanía

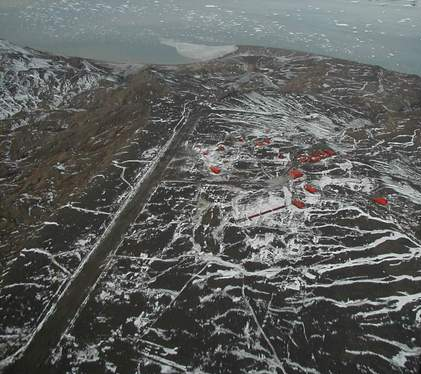
Pista de aterrizaje de la base Marambio, Antártida.

La patrulla Soberanía fue un grupo de militares integrantes de la dotación antártica de la Fuerza Aérea Argentina 1968/69 (Invernada 1969) que fundaron la base Marambio en la Antártida el 29 de octubre de 1969.
La fundación de la base fue posible gracias a la creación de una pista de aterrizaje de tierra -la primera en el continente antártico- llevada a cabo por la patrulla, con la que se pudo acceder a una zona a la que solo se podía llegar por vía marítima en verano y con condiciones favorables. La patrulla Soberanía trazó la pista de aterrizaje con herramientas manuales -picos y palas- logrando despejar de nieve una zona del terreno de 1200 m de longitud y 40 m de ancho.
La base Marambio se encuentra en la isla Marambio ubicada en el mar de Weddell, a unos 200 m s. n. m.; su superficie de 14 km de longitud por 8 km de ancho está constituida por permafrost con piedras y rocas diseminadas en toda su extensión. Las características de esta isla permiten que el viento mantenga la meseta despejada de nieve. 

## Historia
En 1952 el vicecomodoro Gustavo Argentino Marambio sobrevoló el sector antártico argentino buscando zonas aptas para el aterrizaje. En la década del 60 la Fuerza Aérea se dedicó a buscar la zona idónea para construir una pista que soportara el aterrizaje de aviones de gran porte. A bordo del rompehielos General San Martín llegó a la Antártida la dotación de la Fuerza Aérea 1968/69 (Invernada 1969) que iban con destino a la Estación Aeronaval Petrel y a la Base Aérea Teniente Benjamín Matienzo; también iba en ese viaje un helicóptero Bell UH-1 tripulado por el primer teniente Enrique Pessana y el teniente Ricardo Ciaschini, quienes el 25 de noviembre de 1968 llegaron a la isla acompañados por el vicecomodoro Mario Luis Olezza, el teniente Julio Alberto Domínguez, el ayudante geólogo y mecánico de suelo Héctor Luis Ponte y el geoglaciólogo René Edgar Dalinger. Una vez en el terreno recogieron muestras del suelo y realizaron mediciones. En abril de 1969 se efectuó un relevamiento aerofotográfico de la isla. Con todos estos datos se concluyó que el sitio era el adecuado para construir una pista.
En el invierno de 1969 la patrulla Soberanía llegó a la isla en el avión monomotor DHC-2 Beaver (con esquíes), con un equipamiento básico consistente en elementos de supervivencia, medicamentos, comestibles, carpas, un grupo electrógeno y herramientas manuales; el grupo se instaló en dos campamentos: el «Alfa» en la bahía, al mando del teniente Francisco Florencio Mensi, y el «Beta», al mando del teniente Mario Víctor Licciardello, en la meseta donde iban a construir la pista.

### Primeros aterrizajes
El 25 de septiembre de 1969 la pista ya tenía una extensión de 300 m. Desde la base Matienzo despegó el avión DHC-2 Beaver -que cuenta con un sistema combinado de tren de aterrizaje con esquíes y ruedas- piloteado por el teniente Oscar José Pose Ortiz de Rozas y el suboficial principal Ramón Alberto Velázquez, con el vicecomodoro Mario Luis Olezza como pasajero, poco antes del mediodía el monomotor aterrizó -con sus ruedas- en la pista. 
El 27 de septiembre de 1969 la pista tenía 400 m. El avión bimotor Douglas C-47 aterriza en ella con sus ruedas.
El 14 de octubre de 1969 la pista había alcanzado los 700 m de longitud. Ese día el avión Twin Otter que venía procedente de Río Gallegos haciendo escala en la base Matienzo con el sistema de esquíes, aterrizó con ruedas en la nueva pista.
Cuando la pista tenía una longitud de 900 m por 25 m de ancho se la señalizó y se despejó un sector de estacionamiento para varios aviones.
El 29 de octubre de 1969 estaba concluida la pista. Desde la base Matienzo llega el avión Douglas C-47, matrícula TA-05, que aterriza con tren de aterrizaje convencional, para luego continuar con destino a Río Gallegos. Poco después aterrizaba el avión biturbohélice Fokker F-27 tripulado por el vicecomodoro Ervin Roberto Kern, transportando a las autoridades que iban a participar de la ceremonia de fundación de la base Marambio. Fue el primer vuelo regular procedente de otro continente que aterrizó y despegó de la Antártida utilizando tren de aterrizaje convencional, sin el apoyo del sistema combinado de esquíes y ruedas.
La Dotación Antártica 1969/70 (Invernada 1970) continuó las tareas iniciadas por la patrulla Soberanía, construyendo instalaciones y extendiendo la longitud de la pista hasta los 1200 m.
El 11 de abril de 1970 un avión pesado Lockheed C-130 Hercules aterrizó en la base Marambio con sus ruedas. Este mismo avión fue el que en diciembre de 1973 llevó a cabo el primer vuelo transantártico tricontinental, uniendo los continentes Antártico, América del Sur y Oceanía, con el itinerario Río Gallegos, base Marambio, sobrevuelo por el Polo Sur, Australia, sobrevuelo por la base Marambio, Río Gallegos.

## Beneficios

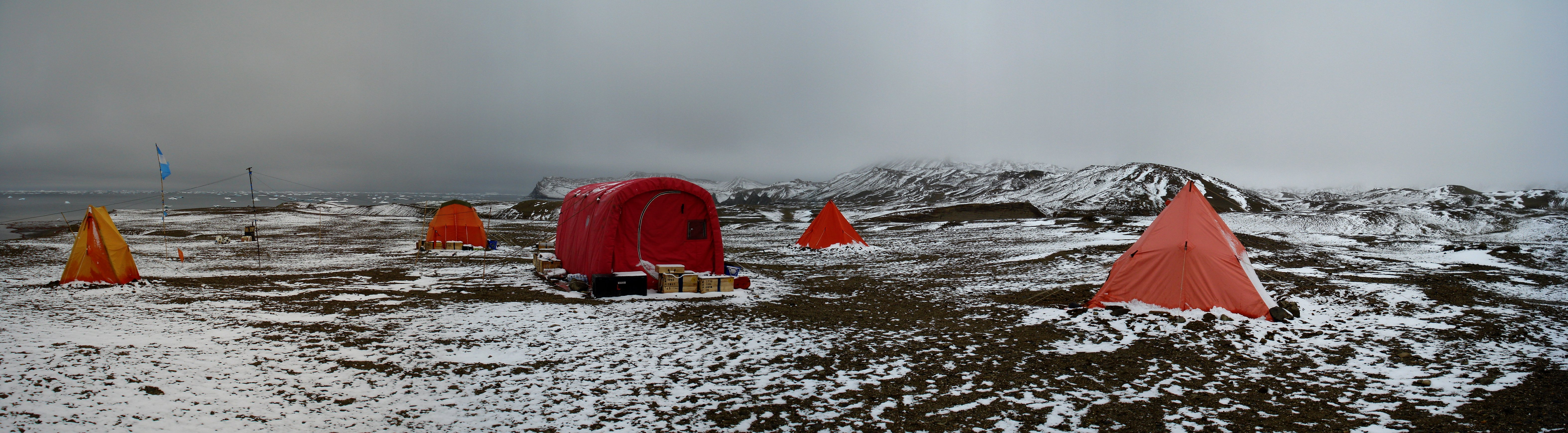
Campamento científico en la isla Marambio (o isla Seymour).

La pista de aterrizaje abrió una vía de comunicación permanente en la Antártida que redundó en diferentes tipos de beneficios. 
- Geopolíticos: aumentó la posibilidad de presencia argentina para cimentar la soberanía nacional.
- Científicos: mayores posibilidades para las actividades de investigación científica y técnica en glaciología, sismología, vulcanología, paleontología, biología, historia, meteorología, magnetología y ozonosondeo.
- Transporte aéreo: se abrieron nuevas posibilidades de rutas aéreas con los vuelos transantárticos.
- Asistencia a las dotaciones antárticas: los habitantes de la Antártida antes quedaban aislados durante un año; a partir de esta nueva vía de comunicación la asistencia es más regular.

## Integrantes de la patrulla Soberanía
| - Teniente Oscar José Pose Ortiz de Rozas - Teniente Francisco Florencio Mensi - Teniente Mario Víctor Licciardello - Primer Teniente Américo Osvaldo Auad - Suboficial mayor Arturo Rafael Giménez - Suboficial principal Ramón Alberto Velázquez - Suboficial principal Aníbal César Clementino Klocker - Suboficial ayudante Castor Eustaquio Ayala - Sargento ayudante Lucas Feliciano Soria - Suboficial auxiliar Juan Carlos Luján - Suboficial auxiliar Omar Juan Aimaretti - Cabo principal Alberto Oscar Gallardo | - Cabo principal Hugo Adolfo Ferrari - Cabo primero Luis Facundo Fioramonti - Cabo primero José Luis Cortelezzi - Cabo primero Daniel Enrique Timo - Cabo primero Adolfo Sissoy - Cabo primero José Oscar Medina - Cabo primero Miguel Ángel Mignani - Cabo primero Whaldo Salvador García - Cabo primero Carlos Alberto Schenone - Sargento primero Rubén Makinistián (incorporado posteriormente) - Suboficial principal Enrique J. Candela (incorporado posteriormente) |

## Integrantes de la Dotación Antártica 1969/70 (Invernada 1970)
- Capitán Jorge Ángel Berretta
- Suboficial principal Enrique J. Candela
- Suboficial principal Mario Rogelio González
- Suboficial ayudante Segundo Tejerina
- Cabo principal Juan Pantaleón Gil
- Cabo principal Miguel Ángel Pedrozo
- Cabo primero Jacinto Peralta
- Suboficial principal Ramón Alberto Velázquez (integrante de la Invernada 1969)
- Suboficial ayudante Castor Eustaquio Ayala (integrante de la Invernada 1969)
- Cabo primero José Oscar Medina (integrante de la Invernada 1969)
- Cabo primero Whaldo Salvador García (integrante de la Invernada 1969)

## Reconocimientos
En el Salón de Honor del Monumento a la Bandera en Rosario se exhibe una placa de bronce con la nómina de los integrantes de la patrulla Soberanía, junto a una fotografía y un cofre conteniendo la bandera de la Argentina que los acompañó, la cual había sido entregada por ellos al presidente Raúl Alfonsín en 1984. Una réplica de esta placa de bronce se exhibe en el Museo Nacional de Aeronáutica.
A través de la Resolución de la Fuerza Aérea n.° 1011 de 1989, publicada en el Boletín Aeronáutico Público n.° 2541, se reconoció a la patrulla Soberanía como fundadora de la base Marambio.
En 1994, en ocasión de cumplirse 25 años de la fundación de la base Marambio, el Congreso de la Nación Argentina hizo entrega a la patrulla de medallas recordatorias, diplomas de honor y una placa de bronce con la nómina de sus integrantes que fue colocada en la base; homenaje que se repitió en 1999 con una segunda placa de bronce.
El Ministerio de Educación incluyó el 29 de octubre de 1969 en el calendario escolar.
El 24 de noviembre de 2009 la Cámara de Diputados de la Nación rindió homenaje a la patrulla Soberanía con entrega de diplomas de reconocimiento.